# アントン・ヴィテク
アントン・ヴィテク（Anton Witek, 1872年1月7日 - 1933年9月18日）は、ボヘミア出身のヴァイオリン奏者。

## 経歴
オーストリア＝ハンガリー帝国領ボヘミアのザーツ（現在チェコ領ジャテツ）に生まれた。プラハ音楽院でアントニン・ベネヴィッツにヴァイオリンを師事した。1894年から1909年までベルリン・フィルハーモニー管弦楽団のコンサートマスターを務めた。また、1903年から妻でスウェーデン人ピアニストのアヴィタと、ロシア出身のヨーゼフ・マルキンと共にベルリン三重奏団を結成し、室内楽方面でも活躍した。
1910年にアメリカに渡ってボストン交響楽団のコンサートマスターを務め、1918年までその任を務めた。その後はボストン近辺でヴァイオリン教師として活動し、マサチューセッツ州ウィンチェスターで没した。

## 録音
レコードは、コロムビア・レーベルに教え子で後妻のアルマ・ローゼングレン＝ヴィテクと共演したヨハン・ゼバスティアン・バッハの2つのヴァイオリンのための協奏曲の録音（1928年）が残されている。

## 脚註
1. ↑  Anne Mischakoff Heiles America's Concertmasters, Harmonie Park Press, 2007, p.44.
2. ↑  Arnold Schoenberg Institute Journal of the Arnold Schoenberg Institute, No.13, 1990, University of Southern California, 1990, p.248.